# 辛德勇
辛德勇（1959年8月11日—），辽宁省铁岭市开原市人，中国历史学家，中共党员、自由派学者，北京大学中国古代史研究中心教授，齋號未亥齋。主要从事中国历史地理学、历史文献学研究，兼事地理学史、秦汉史、中国古代天文史、中国印刷史研究。师从历史地理学大师史念海与古文献学大师黄永年。辛德勇的夫人是历史地理学家、北京大学城市与环境学院教授韩茂莉。

## 个人经历
哈尔滨师范大学地理系77级本科毕业，获理学学士学位。陕西师范大学历史系81级硕士毕业，获历史学硕士学位。陕西师范大学中国历史地理研究所85级博士毕业，获历史学博士学位。
1985年至1991年间，任陕西师范大学助教、讲师、副教授。1992年至1993年间，任中国社会科学院历史研究所副研究员。1994年至2004年11月，任中国社会科学院历史研究所研究员，兼中国社会科学院研究生院历史系教授。2004年12月起，任北京大学历史学系教授。
2016年4月，辛德勇入选2015年度“长江学者奖励计划”特聘教授名单。
2021年8月，辛德勇的個人微信公眾號「辛德勇自述」因遭用戶舉報而被封禁。

## 个人著作

### 专著
1. 《隋唐两京丛考》，三秦出版社，1991年10月；2006年1月第二版。
2. 《古代交通与地理文献研究》，中华书局，1996年7月。
3. 《黄河史话》，中国大百科全书出版社，1998年8月。
4. 《未亥斋读书记》，华东师范大学出版社，2001年1月。
5. 《历史的空间与空间的历史：中国历史地理与地理学史研究》，北京师范大学出版社，2005年1月；2013年1月。
6. 《读书与藏书之间》，中华书局，2005年11月。
7. 《两京新记辑校·大业杂记辑校》，三秦出版社，2006年1月。
8. 《读书与藏书之间二集》，中华书局，2008年10月。
9. 《秦汉政区与边界地理研究》，中华书局，2009年9月。
10. 《困学书城》，读书·生活·新知三联书店，2009年12月。
11. 《黄河史话》，社会科学文献出版社，2011年7月。
12. 《纵心所欲：徜徉于稀见与常见书之间》，北京大学出版社，2011年8月。
13. 《旧史舆地文录》，中华书局，2013年4月。
14. 《建元与改元：西汉新莽年号研究》，中华书局，2013年7月。
15. 《石室賸言》，中华书局，2014年7月。
16. 《制造汉武帝：由汉武帝晚年政治形象的塑造看〈资治通鉴〉的历史构建》，读书·生活·新知三联书店，2015年10月。
17. 《当代学人精品·辛德勇卷》，广东人民出版社，2016年1月。
18. 《祭獭食蹠》，中华书局，2016年2月。
19. 《书者生也》，未来出版社，2016年9月。
20. 《海昏侯刘贺》，读书·生活·新知三联书店，2016年10月。
21. 《中国印刷史研究》，读书·生活·新知三联书店，2016年11月。
22. 《蒐书记：嗜书瘾君子的聚书宝录》，九州出版社，2017年1月。
23. 《辛德勇说中国历史地理：湮没的过往》，万卷出版公司，2017年7月。
24. 《史记新本校勘》，广西师范大学出版社，2017年12月。
25. 《书外话》，浙江大学出版社，2018年1月。
26. 《古代交通与地理文献研究》，商务印书馆，2018年3月。
27. 《发现燕然山铭》，中华书局，2018年8月。
28. 《翻书说故事》，浙江大学出版社，2019年1月。
29. 《学人书影（初集）》，九州出版社，2019年3月。
30. 《海昏侯新论》，生活·读书·新知三联书店，2019年6月。
31. 《看叶闲语》，浙江大学出版社，2019年8月。
32. 《生死秦始皇》，中华书局，2019年7月。
33. 《通鉴版本谈》，生活·读书·新知三联书店，2021年9月。
34. 《正史版本谈》，生活·读书·新知三联书店，2021年10月。

### 译著
1. 《历史地理学导论》（日本菊地利夫著），连载于《中国历史地理论丛》1987年第1辑至1989年第4辑 日本学者研究中国史论著选译（第九卷，民族、交通、历史地理，与他人合译）中华书局，1993年10月。
2. 《山西古迹志》（日本水野清一著，孙安邦等译，担任译审，核对校审全书），山西古籍出版社，1993年5月。
3. 《历史地理学的理论与方法》（日本菊地利夫著），陕西师范大学出版社，2014年1月。
4. 《通鉴学》（张煦侯著，与邓小南合译），北京联合出版公司·低音，2019年6月。

### 论文
1. Cultural Heritage and Historical Geography,Social Sciences in China, Spring 2003；
2. 唐长安研究の基本的文献，仁木宏主编《都市文化研究》，大阪市立大学，2003年8月；
3. 明代戍卫长城之南兵，《中国史研究》2004年第4期；
4. 汉武帝徙民会稽史事证释，《历史研究》2005年第1期；
5. 记南明刻本《西曹秋思》——并发黄道周弹劾杨嗣昌事件之覆，《燕京学报》新第18期，2005年；
6. 阴山高阙与阳山高阙辨析——并论秦始皇万里长城西段走向以及长城之起源诸问题，《文史》2005年第3辑；
7. 张家山汉简所示汉初西北隅边境解析———附论秦昭襄王长城北端走向与九原云中两郡战略地位，《历史研究》2006年第1期；
8. 准望释义——兼谈裴秀制图诸体之间的关系以及所谓沈括制图六体问题，《九州》第4辑，商务印书馆，2007年3月；
9. 唐人模勒元白诗非雕版印刷说--兼论中国早期书籍雕版印刷技术在世俗社会的传播扩散程，《历史研究》2007年第6期；
10. 重论明代的铜活字印书与金属活字印本问题，《燕京学报》，2007年第2期；
11. 《周礼》地域职官训释--附论上古时期王官之学中的地理学体系，《中国史研究》2007年第1期；
12. 《冥报记》报应故事中的隋唐西京影像，《清华大学学报》2007年第3期；
13. 汉武帝"广关"与西汉前期地域控制的变迁，《中国历史地理论》2008年第2期；
14. 隋大兴城坊考稿，《燕京学报》，2009年第2期；
15. 19世纪后半期以来清朝学者编绘历史地图的主要成就，《社会科学战线》2008年第9期；
16. 谈传言所说晚近存世金刻本《旧五代史》乃绝无其事，《中华文史论丛》2008年第3辑；
17. 隋唐时期陕西航运之地理研究，《陕西师范大学学报》（哲学社会科学版）2008年第6期；
18. 张芝“匆匆不暇草书”本义辨说，《中国典籍与文化》2009年第1期；
19. 重谈中国古代以年号纪年的启用时间，《文史》2009年第1辑；
20. 汉“元朔五年弩”鐖郭铭文述疑，《故宫博物院院刊》2009年第2期；
21. 从《西教纪略》到《教务纪略》，《中华文史论丛》2009年第2辑；
22. 《汉书》赵佗“处粤四十九年”说订讹，《文史》2009年第4辑；
23. 论细柳仓与澄邑仓，《陕西师范大学学报》（哲学社会科学版）2010年第2期；
24. 唐代都邑的钟楼与鼓楼——从一个物质文化侧面看佛道两教对中国古代社会的影响，《文史哲》2011年第4期；
25. 薛季宣《未央宫记》与汉长安城未央宫，《社会科学战线》2011年第11期；
26. 日本学者松本洪对中国历史植被变迁的开拓性研究，《中国历史地理论丛》2012年第1期；
27. 简论清代中期刻本中“方体字”字形的地域差异，《中国典籍与文化》2012年第1期；
28. 谈历史上首次出土的简牍文献——《茂陵书》，《文史哲》2012年第4期；
29. 北齐乐陵王及王妃斛律氏墓志与百年太子命案本末，《燕京学报》新三十期，2012年8月；
30. 《后汉书》对研究西汉以前政区地理的史料价值及相关文献学问题，《中国历史地理论丛》2012年第4期；
31. 西汉秦中祠疏说，《中国历史地理论丛》2013年第1期；
32. 从晚清北欧行记看中国人对北欧各国的认识，《中华文史论丛》2013年第2辑。# 悼念陈桥驿先生，《中国历史地理论丛》2015年第2期。
33. 馬王堆帛書“張楚”注記與《史記·秦楚之際月表》之尊漢、尊楚問題， 《出土文献》 2015年第1期。
34. 雒陽武庫鍾銘文辨僞，《出土文献》2015年第2期。
35. 西漢文武兩帝時期的河患與秦至西漢初年黃河中游的土地墾殖，北京论坛（2015）文明的和谐与共同繁荣——不同的道路和共同的责任： 缔造和平之路的历史责任与多元记忆专场论文及摘要集，2015年。
36. 汉武帝太子据施行巫蛊事述说，《华中师范大学学报(人文社会科学版)》2016年第3期。
37. 北宋刻本《钱唐西湖昭庆寺结净社集》的发现及其在版刻史研究中的价值，《中原文化研究》2016年第3期。
38. 羹颉侯、东昏家与海昏侯爵号，《浙江学刊》2017年第2期。
39. 司空图的《为惠礭化募雕刻律疏》与唐代后期佛教典籍的印制规模，中原文化研究2017年第3期。
40. 印度传入佛教密宗的兴盛与雕版印刷术的产生，《首都师范大学学报(社会科学版)》2018年第2期。
41. 罗振玉旧藏铜活字字钉观览记，《中国出版史研究》2018年第2期。
42. 所謂“馬蹄金”的名稱與戰國秦漢間金幣形制的演變，《文史》2018年第3期。